# إيك نوكس
إيك نوكس (بالإنجليزية: Ike Knox)‏ هو لاعب كرة قدم أمريكية وجراح أمريكي، ولد في 2 فبراير 1887 في بيتسبورو في الولايات المتحدة، وتوفي في 1 سبتمبر 1969 في فيكسبيرغ في الولايات المتحدة.